# Dicranomyia (Dicranomyia) chillcotti
Dicranomyia (Dicranomyia) chillcotti is een tweevleugelige uit de familie steltmuggen (Limoniidae). De soort komt voor in het Nearctisch gebied.